# Cassipourea guianensis
Cassipourea guianensis là một loài thực vật có hoa trong họ Rhizophoraceae. Loài này được Aubl. mô tả khoa học đầu tiên năm 1775.